# Rouble Nagi
Rouble Nagi (Jammu y Cachemira, India, 8 de julio de 1980) es un artista india especializada en escultura, murales, instalaciones y pintura.  También activista social, es la creadora de la Fundación de Arte Ruble Nagi y de Rouble Nagi Design Studio y ha realizado más de 800 murales y más de 150 exposiciones.

## Trayectoria
Nagi se licenció en Ciencias Políticas, estudió Bellas Artes en la Slade School of Fine Art de Londres. También se formó en Arte Europeo en Sotheby's Londres.
En 2016 inició su proyecto "Misaal Mumbai" (en hindi, significa "Mumbai es un ejemplo"), la primera iniciativa de pintura en barrios marginales de Bombay, que luego expandió a otros lugares de la India, con la que ha pintado más de 155.000 casas, dotando de vida a esas zonas, con talleres y centros de habilidades para sus habitantes.
En 2017 fue la primera artista invitada a exponer en el Museo Rashtrapati Bhavan de Nueva Delhi y su trabajo fue seleccionado por el presidente del país para exhibirse en el museo.
En 2022 publicó el libro The Slum Queen, sobre su trabajo en barrios marginales de India. Ha empoderado a las mujeres rurales de Cachemira a través del desarrollo de habilidades y la creación de empresas en las aldeas. Miembro del Consejo de Diseño de la India, es una de las pioneras en el embellecimiento de Mumbai (Bombay) con “instalaciones de arte” en la ciudad y alrededores.

## Fundación de Arte Ruble Nagi
Nagi fundó esta ONG con sede en Mumbai con el objetivo de transformar la comunidad a través del arte y la educación. La entidad desarrolla programas en barrios marginales de India para iniciar en el arte a los niños en la escuela.

## Misaal Mumbai | Pintura de barrios marginales

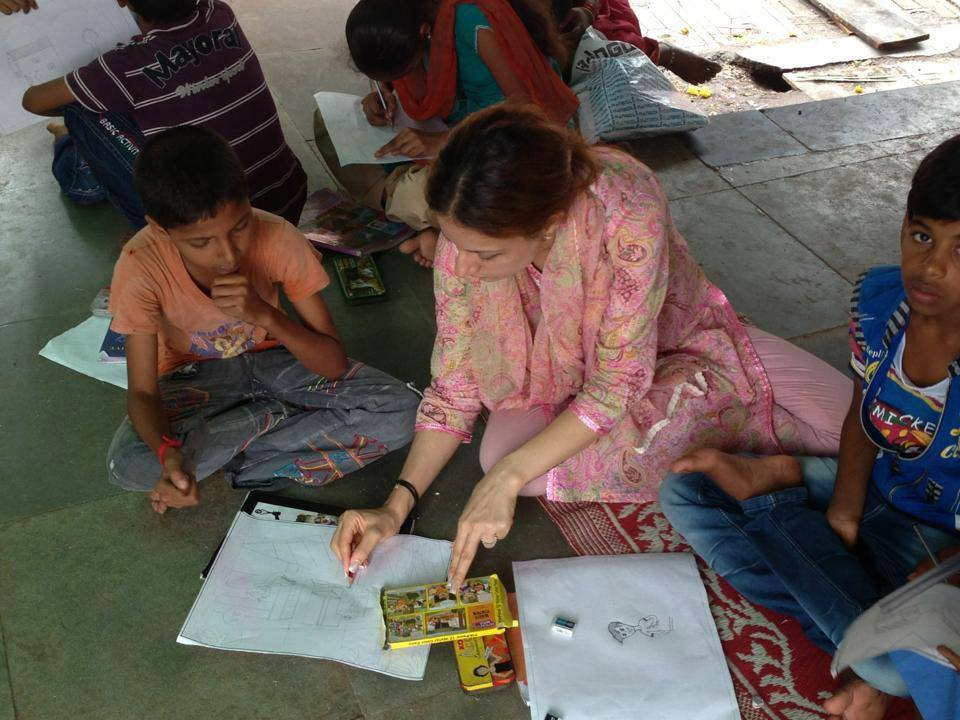
Rouble Nagi en un evento

"Misaal Mumbai” es otra iniciativa social de Rouble Nagi, quien con su equipo y la ayuda de la población local, pintaron y limpiaron barrios marginales. Todo comenzó en el barrio de Dharavi en 2016 y luego se extendió a la zona de Bandra West y a otros distritos de Bombay y del estado de Maharashtra. Con el proyecto en Bandra West, concretamente, se llegaron a pintar más de 285 casas.